# Iglesia de Santa Eulalia (Paredes de Nava)
La iglesia-museo parroquial de Santa Eulalia es una de las iglesias parroquiales de Paredes de Nava (Palencia, España). Fue declarada Monumento Nacional en 1962. En ella se inauguró, en 13 de septiembre de 1964, el primer museo parroquial de arte sacro fundado en España, y actualmente conviven dos actividades: las celebraciones religiosas y la exposición de arte sacro.
El templo fue construido a lo largo de los siglos XII al XVI. Hoy conserva en armonía lo románico, gótico, mudéjar, gótico flamígero, renacentista y, coronado la torre, una pechina piramidal mudéjar del siglo XVI, con azulejos esmaltados de colores. Casi 45 metros de altura en la torre y 20 en la bóveda. Además de las famosas tablas de los Reyes de Israel, de Pedro Berruguete, en las salas de museo parroquial se puede contemplar una importante colección de casi 300 obras en pintura, escultura, orfebrería, de estilos románico, gótico, hispano-flamenco, renacentista y barroco.

## El templo y su historia
La Iglesia de Santa Eulalia es una de las iglesias parroquiales de Paredes de Nava.
Antiguamente fueron un total de cuatro parroquias, dada la gran importancia adquirida por esta localidad a lo largo de los siglos XV, XVI y XVII. Hoy en día es una única parroquia con dos templos parroquiales -Santa Eulalia y Santa María- dedicados a la celebración de los Sacramentos con la comunidad cristiana. Las otras dos iglesias -San Juan y San Martín-, debido a la disminución de población religiosa, las grandes obras que necesitaban y la dificultad de encontrar donativos para su mantenimiento, en el siglo pasado fueron cerradas al culto y, desacralizadas, sus obras artísticas se trasladaron a esta iglesia, conformando así su museo parroquial. De estas dos últimas iglesias, una de ellas -San Martín- se ha rehabilitado como oficina de turismo y Centro de Interpretación de Tierra de Campos, y la otra se mantiene para uso municipal.
Esta iglesia de Santa Eulalia fue declarada Monumento Nacional en el año 1962, a la par que se iba gestando el museo parroquial que hoy contiene, inaugurado en el año 1964 y el primer museo parroquial de arte sacro fundado en España. Desde entonces las dos actividades, las celebraciones religiosas y la catequesis-contemplación del arte sacro, han convivido hasta nuestros días.
El templo fue construido a lo largo de los siglos XII, XIII, XIV, XV y XVI. El actual gótico sustituyó un anterior templo románico del siglo XII, momento en el cual modificaron su anterior advocación de Nuestra Señora de la Asunción por la de Santa Eulalia de Mérida, dado que los restos de la mártir emeritense del s. III transitaron por estas tierras camino a Oviedo; los fieles conocieron su vida y martirio, y su devoción hacia ella creció tanto que dedicaron esta parroquia bajo su advocación.

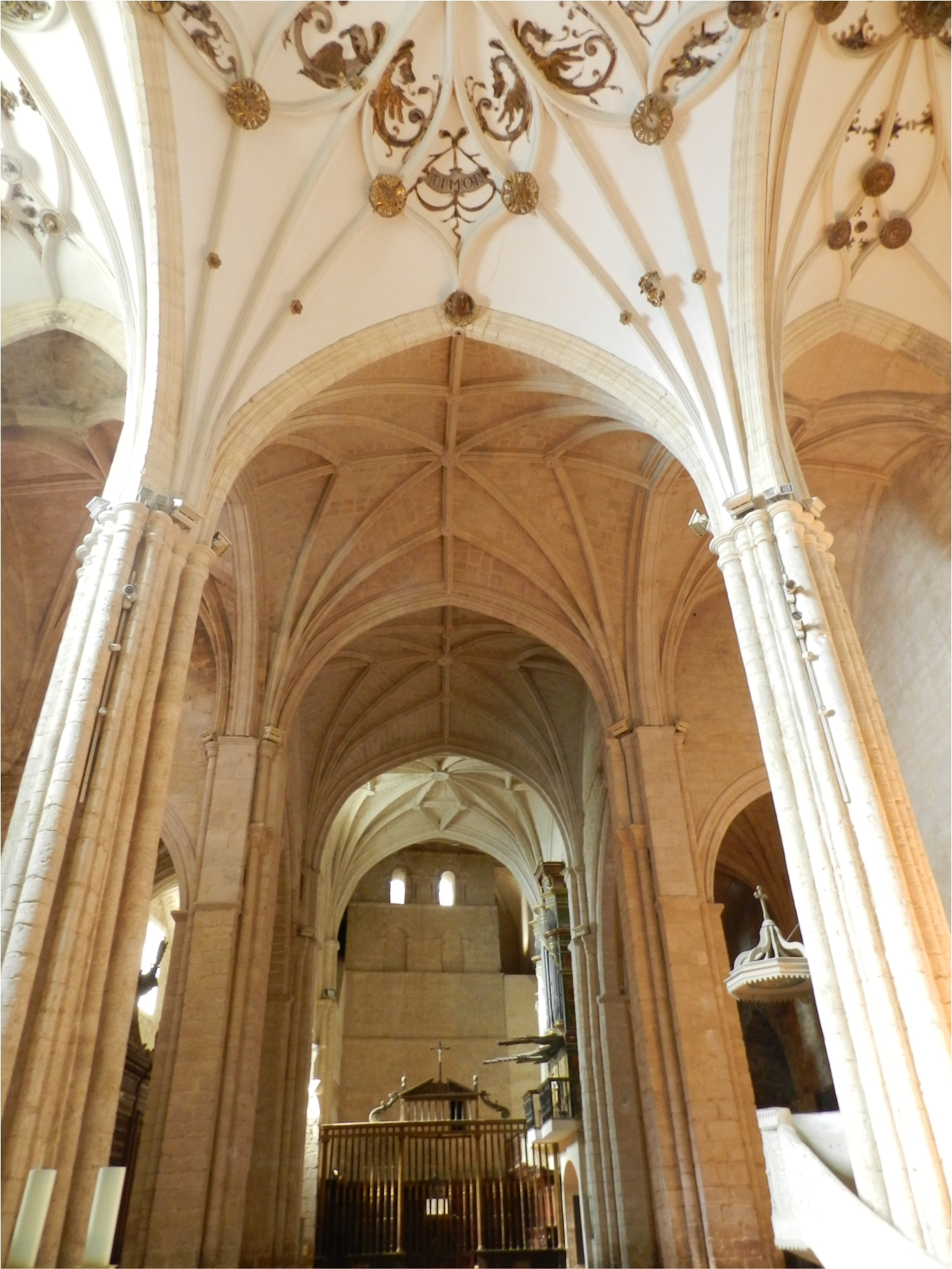
Iglesia de Santa Eulalia - Interior

De aquel templo románico todavía se contempla hoy el arranque de la torre actual, original en su formación, pero que desde el siglo XII hasta el XV ha ido uniendo diferentes estilos: románico, de transición románico-gótico, mudéjar y, rematando una pechina piramidal mudéjar, con azulejos esmaltados de colores, alcanzando casi 45 metros de altura. Los cuatro primeros cuerpos de la torre pertenecen a la románica que, desde el interior del templo, se aprecia cómo quedó englobada dentro de la posterior construcción gótica; la parte gótica de transición, quedó oculta entre la bóveda y la cubierta, y las dos últimas se aprecian en su totalidad desde el exterior.
A mediados del siglo XVI se decide ampliar el templo por la cabecera, sustituyendo el anterior ábside gótico por uno de estilo gótico flamígero, que apreciamos en las bóvedas y pilares más complejos que el resto de la edificación, llegando a casi 19 metros de altura en esta bóveda.
Según se iba terminando la construcción de Santa Eulalia, fueron recibiéndose las diferentes obras de ornato del templo. Los retablos que se contemplan ahora fueron realizados a lo largo de los siglos XVI y XVII, renacentistas y barrocos, siendo los más antiguos los tres de la cabecera. El retablo mayor, fechado hacia 1560, y realizado por Inocencio Berruguete y Esteban Jordán, sustituye al del antiguo ábside gótico, en el que trabajaron, hacia 1490, Pedro Berruguete -en las tablas- y Alejo de Vahía -en las tallas-.
Los retablos laterales, de finales del siglo XVI, son obra del escultor Juan de Medina Argüelles, de la escuela de Medina de Rioseco. El de la izquierda contiene las tallas de San Martín, obispo de Tours y San Buenaventura, con relieves relativos a la Pasión de Cristo. El de la derecha presenta una Inmaculada Concepción, atribuida al taller de Gregorio Fernández, del siglo XVII, y una talla de San Román Nonato, con relieves relativos a los Evangelistas y la Resurrección de Cristo.
En la nave lateral derecha se pueden contemplar otros dos retablos. Cercano a la cabecera, el retablo de San Antonio Abad de finales del siglo XVI, similar en su fábrica al de Juan de Medina Argüelles, con dos tallas de San Sebastián y San Antonio Abad y pinturas alusivas a la vida y tentaciones de San Antonio.
También hay que hacer una mención especial al púlpito de la iglesia, elaborado a finales del siglo XV en yesería mudéjar, una labor habitual de la zona en aquel momento. En la zona del coro, la sillería y reja en madera de nogal realizadas a finales del siglo XVI, en 1586, como indican sus placas conmemorativas, durante el Papado de Sixto V, siendo Rey Felipe II y Conde de Paredes D. Antonio Manrique de Lara. Es obra del taller paredeño de la familia París. El órgano es posterior, realizado en 1780 y buen ejemplo de órgano ibérico barroco. Fue obra de uno de los maestros organeros de la época destacados en Castilla, el burgalés Tadeo Ortega, autor de la mayor parte de los órganos del Barroco  palentino, y éste en perfecto estado de uso.

## El retablo y Pedro Berruguete

### Historia del Retablo Mayor

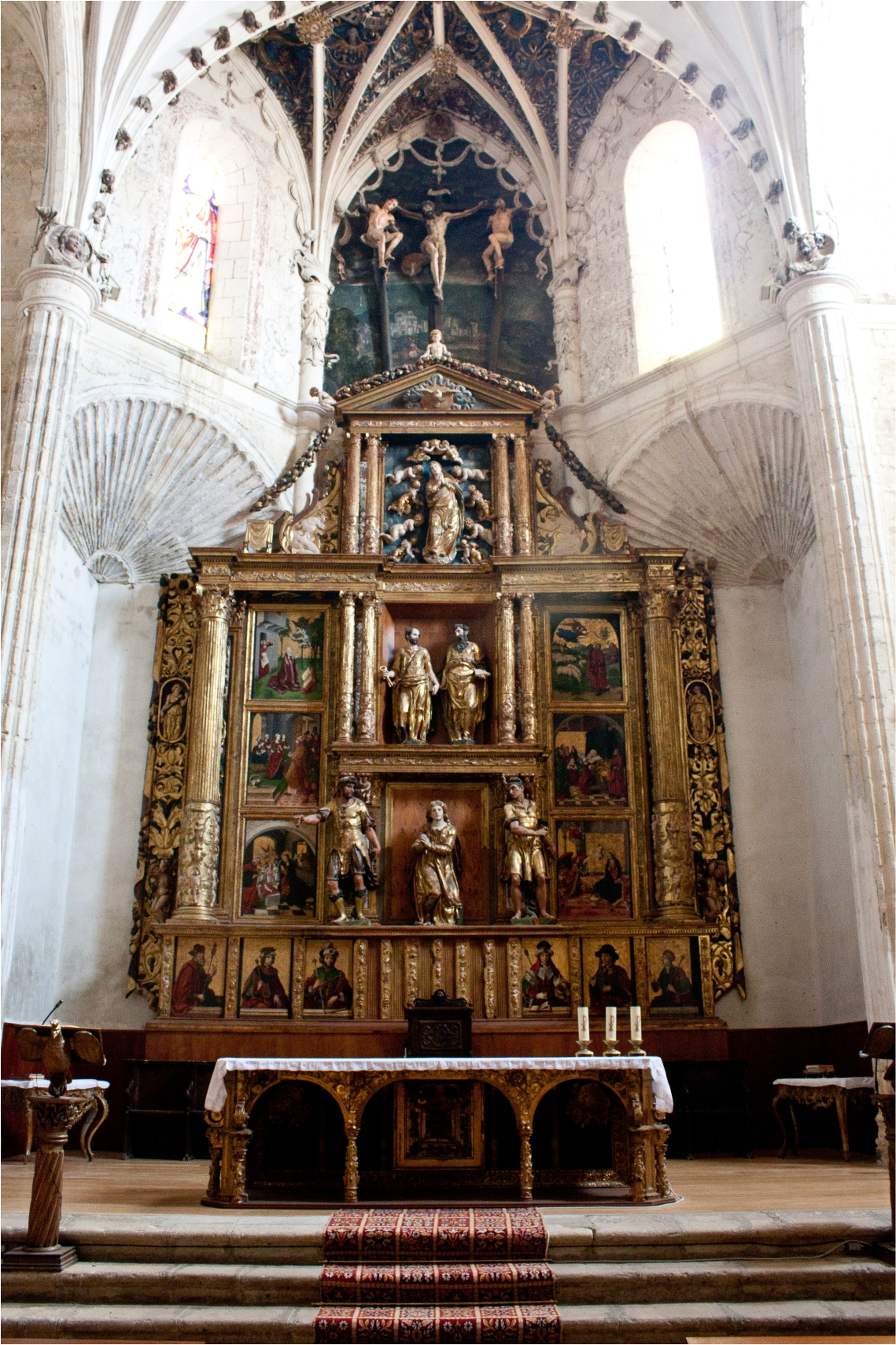
Iglesia de Santa Eulalia - Retablo Altar Mayor

La obra más importante de esta iglesia es su retablo mayor. Fue encargado en 1561 bajo la advocación de Nra. Sra. de la Asunción, después de la ampliación renacentista de la cabecera y en sustitución del retablo anterior gótico de proporciones reducidas para el nuevo ábside. Fue encargado a dos de los más destacados escultores de la escuela renacentista castellana: Inocencio Berruguete, sobrino de Alonso Berruguete, nacido en Paredes de Nava, y Esteban Jordán, cuñado de Inocencio.
Ellos diseñan el retablo actual al gusto de la época, de estilo renacentista, pero teniendo en cuenta que van a reutilizar para su retablo las doce tablas al óleo del retablo gótico que retiran, realizadas en 1490 por el insigne pintor paredeño Pedro Berruguete. Por lo tanto, las tablas de pintura están realizadas sesenta años antes para otro retablo distinto al que hoy las contiene.
Las tallas en madera policromada de este retablo representan los siguientes episodios: en la calle central y en su primer cuerpo, el Martirio de Santa Eulalia junto a sus sayones, patrona de esta iglesia; en el siguiente cuerpo, San Pedro, a la izquierda con las llaves, y San Pablo, a la derecha con la espada; estas tres, obras de Esteban Jordán. El último cuerpo del retablo está ocupado por su antigua patrona, la Virgen de la Asunción, obra de Inocencio Berruguete. Y en el remate se puede contemplar un Calvario muy original, ya que aparece Cristo acompañado de los dos ladrones y se trata de una obra atribuida a la escuela del genial escultor del renacimiento Alonso Berruguete.

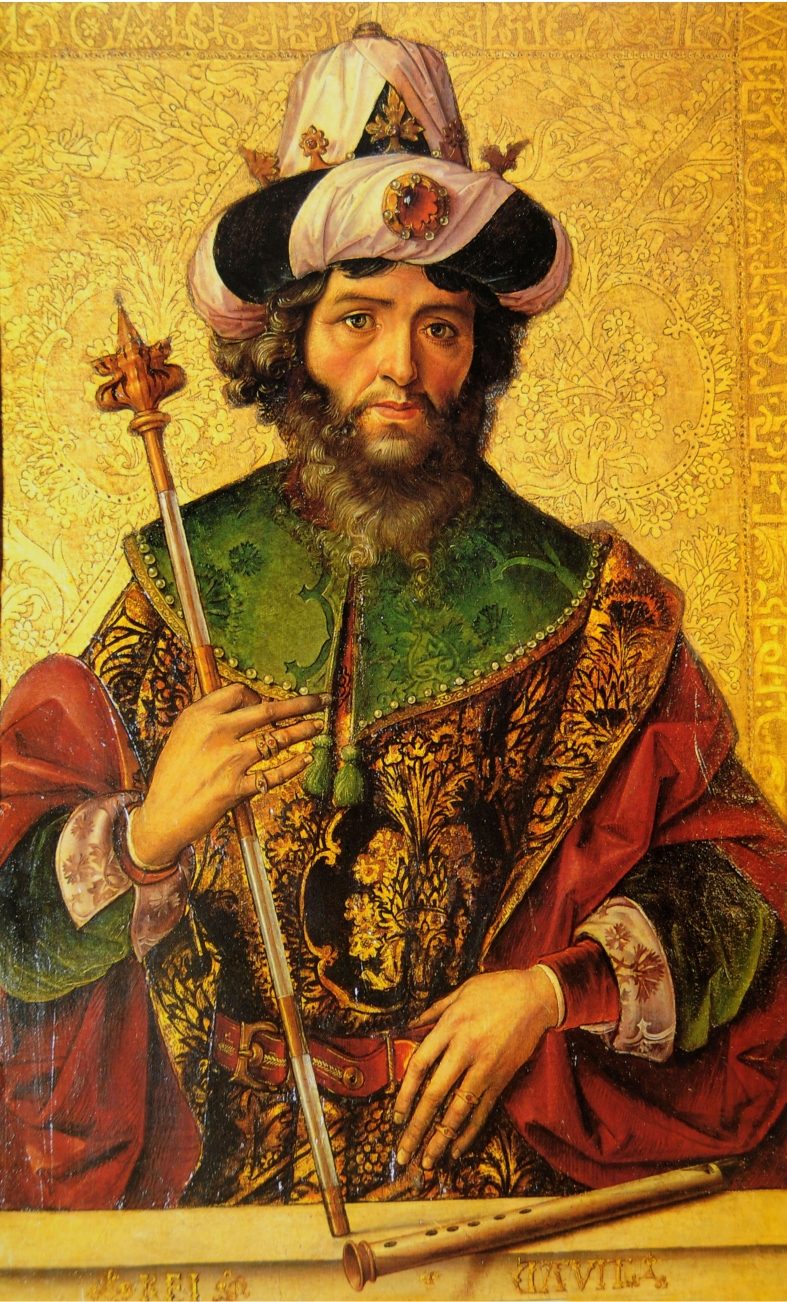
"Rey David" de Pedro Berruguete

### Pedro Berruguete
Pero lo más conocido de este retablo son sus doce tablas al óleo, las que se reutilizaron del retablo anterior. Su autor, Pedro Berruguete, es considerado uno de los pilares centrales de la Historia del Arte en España por ser el primer pintor renacentista del Reino de Castilla.
Cabe indicar que las doce tablas cuentan con un importante valor añadido. No sólo poseen valor artístico como obra maestra de Pedro Berruguete y de todo el arte español, por ser considerada una de las primeras obras renacentistas, sino que también poseen un significativo valor histórico como documento gráfico de una época de la cual no nos queda otro tipo de información visual. Pedro Berruguete nos narra episodios que suceden en un momento determinado, pero se inspira en personajes, costumbres, arquitecturas y modas del vestir propias de su tiempo, de finales del siglo XV. El Rey Ezequías, por ejemplo, está representado como un caballero noble castellano de la época en la que vivió el pintor. Y las damas que acompañan a la Virgen en la tabla de Los pretendientes, realizan labores de costura sentadas sobre almohadones que apoyan en una gloria -primitiva calefacción castellana de origen romano-, siendo una costumbre típica por estas tierras incluso en la actualidad.

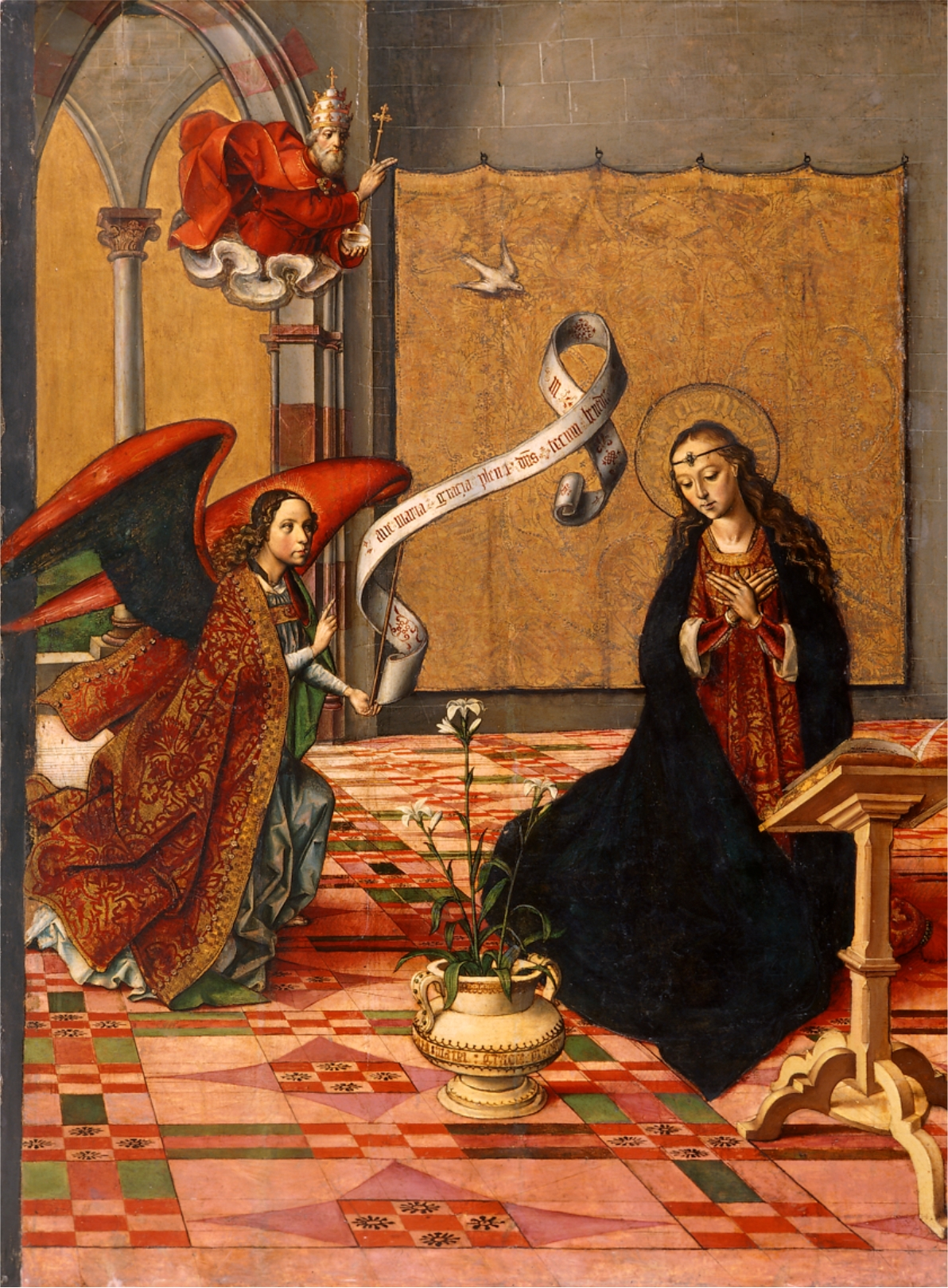
"Anunciación" de Pedro Berruguete

### Relato de las tablas de Pedro Berruguete
Pero, también hay que hablar del relato catequético que Pedro Berruguete quiso transmitir con sus tablas. Los reyes y profetas del pueblo de Israel forman parte de la predela y son base de un programa iconográfico que pretende establecer concordancias bíblicas.
Pedro, basándose en el relato apócrifo del protoevangelio de Santiago, comienza el relato por San Joaquín y Santa Ana, los que dice que fueron los padres de María; dos ancianos que no habían podido tener  descendencia y que imploraban a Dios piedad. El Ángel del Señor responde ante su plegaria, anunciando que Dios les concederá tener una niña de la que nacerá el Mesías. Continuaría este relato -en el retablo original- con la talla de Alejo de Vahía del Abrazo de San Joaquín y Santa Ana, que se puede ver en el museo. La siguiente escena es el momento del Nacimiento de María, en la que se muestra una escena familiar en el momento del parto -saltándose los cánones de su época-. Continua el relato con el momento de la Presentación de los pretendientes, en que María elegiría con quién se quería desposar. De aquí enlaza Pedro con los Evangelios, en el acontecimiento de La Anunciación, cuando el Ángel del Señor anuncia a María que ha sido elegida para ser Madre del Mesías; magistralmente nos muestra Pedro a Dios Padre enviando al Espíritu Santo para encarnar al Hijo, como poco autores han representado esta escena con tanto contenido teológico. Concluye el relato con el Nacimiento del Mesías, en el que a los pies del Niño Dios, como piedra angular de nuestra fe, nos deja escrito: “¡Señor mío y Dios mío!”. Y sosteniendo este relato, sosteniendo la esperanza de aquellos dos ancianos que anhelaban el don de la vida, que traería el Mesías esperado por el pueblo de Israel, nos sitúa a los primeros Reyes y Profetas de Israel, comenzando por el Rey David, a quien Dios prometió que de su descendencia nacería el Mesías Salvador. Pedro Berruguete fue todo un maestro en el arte del espacio y del retrato, pero también un gran catequista.

## El Museo Parroquial
Además de las famosas tablas de los Reyes de Israel, de Pedro Berruguete, en las salas de museo parroquial se puede contemplar una importante colección de casi 300 obras en pintura, escultura, orfebrería, de estilos románico, gótico, hispano-flamenco, renacentista y barroco, de:
- Autores: Alejo de Vahía, Pedro Berruguete, Alonso Berruguete, Inocencio Berruguete, Esteban Jordán, Juan Tejerina, Maestro de Villamediana, Maestro de Paredes, Juan de Medina, Alonso del Portillo, Juan de Colonia, Antonio de Vega y Tadeo Ortega;
- Talleres de Gregorio Fernández, Felipe Bigarny, la familia Sierra y la familia París;
- Escuelas de Burgos, León, Castilla, Madrid, Granada, Cataluña, Francia y Alemania;
- Influencias de Italia, Flandes y Filipinas.